# Hyphessobrycon flammeus
Hyphessobrycon flammeus o Tetra Flama es una especie de peces de la familia Characidae en el orden de los Characiformes.

## Morfología
Los machos pueden llegar alcanzar los 2,5 cm de longitud total..La mitad posterior del cuerpo es de color rojo fuego, mientras que el área frente a la aleta dorsal es plateada atravesada por dos barras verticales oscuras. Todas las aletas son rojas excepto las aletas pectorales, que son incoloras. La punta de la aleta anal en el macho es negra, mientras que en la hembra las aletas tienen una coloración menos roja pero las puntas de las aletas pectorales son más oscuras. 

## Reproducción
En cautividad, la hembra deposita 200 a 300 huevos que tardán en eclosionar entre 2-3 días

## Alimentación
Come gusanos, crustáceos pequeños y materia vegetal.

## Hábitat
Vive en zonas de clima tropical entre 22 °C - 28 °C de temperatura.

## Distribución geográfica
Se encuentran en Sudamérica: ríos costeros del Estado de Río de Janeiro (Brasil ).